# Гриър (окръг, Оклахома)
Окръг Гриър (на английски: Greer County) е окръг в щата Оклахома, Съединени американски щати. Площта му е 1668 km², а населението – 6061 души (2000). Административен център е град Мангъм.